# Yu~ki
Yu~ki – basista zespołu Malice Mizer. Był związany z grupą przez cały czas jej istnienia (1992−2001) i nagrał z nią m.in. 8 albumów i 14 singlii. Dodatkowo brał udział w nagraniu drugiego singla gitarzysty Malice Mizer Köziego − Memento. Podczas współpracy z Malice Mizer skomponował tylko jedną piosenkę − Syunikiss ~Nidome no Aitou~ z czwartego albumu Merveilles z 1998.